# Dundela FC
Dundela FC is een Noord-Ierse voetbalclub uit de hoofdstad Belfast.

## Geschiedenis
De club werd opgericht in 1895. Het grootste succes uit de geschiedenis van de club was het veroveren van de beker in 1955 toen Dundela met 3-0 van Glenavon won.
In 2008 werd de club vicekampioen in de First Division (tweede klasse), maar door een reorganisatie van de competitie promoveerde de club niet en moest zelfs een stap terugzetten nadat er niet aan de eisen werd voldaan om in de nieuwe IFA Championship te spelen. Na één seizoen promoveerde de club weer naar de tweede klasse.

## Erelijst
Irish Cup
1955

## Eindklasseringen
| 3 |

| 1 |

| 1 |

| 2 |

| 11 |

| 2 |

| 8 |

| 3 |

| 6 |

| 2 |

| 2 |

| 3 |

| 4 |

| 2 |

| 4 |

| 4 |

| 14 |

| 8 |

| 7 |

| 1 |

| 4 |

| 6 |

| - |

| 8 |

| 4 |

| 5 |

| 6 |

| NIFL Premiership | NIFL Championship | NIFL Premier Intermediate League |

De drie NIFL-divisies hebben in de loop der jaren diverse namen gekend, zie Northern Ireland football league system